# Eremopedes sonorensis
Eremopedes sonorensis är en insektsart som beskrevs av Tinkham 1944. Eremopedes sonorensis ingår i släktet Eremopedes och familjen vårtbitare. Inga underarter finns listade i Catalogue of Life.